# Cerf élaphe européen
Cervus elaphus elaphus
Espèce
Statut de conservation UICN

LC : Préoccupation mineure
Le cerf élaphe européen (Cervus elaphus elpahus) est la sous-espèce de cerf élaphe la plus répandue en Europe occidentale et centrale. Il est l'un des plus grands mammifères sauvages du continent et occupe une place symbolique et écologique majeure dans les paysages forestiers. Reconnaissable à sa stature imposante, à ses bois ramifiés spectaculaires que le mâle renouvelle chaque année, et à son comportement caractéristique pendant la période de reproduction (le brame), le cerf élaphe européen fascine autant les naturalistes que les chasseurs, les forestiers et le grand public.
Historiquement présent sur presque tout le continent européen, il a vu ses populations considérablement diminuer au XIXe siècle en raison de la surexploitation cynégétique, de la déforestation et de la fragmentation des habitats. Depuis le XXe siècle, grâce à des efforts de gestion, de protection et de réintroduction, il a recolonisé de nombreux territoires, au point d'être aujourd'hui en expansion dans plusieurs pays.
Espèce clé des écosystèmes forestiers, le cerf élaphe européen joue un rôle important dans la dynamique des milieux naturels : en tant qu'herbivore, il influence la régénération des forêts, la diversité végétale et les équilibres trophiques. Il possède également une valeur culturelle profonde, marquée par sa présence dans les mythes, les arts, les armoiries et les traditions cynégétiques européennes.

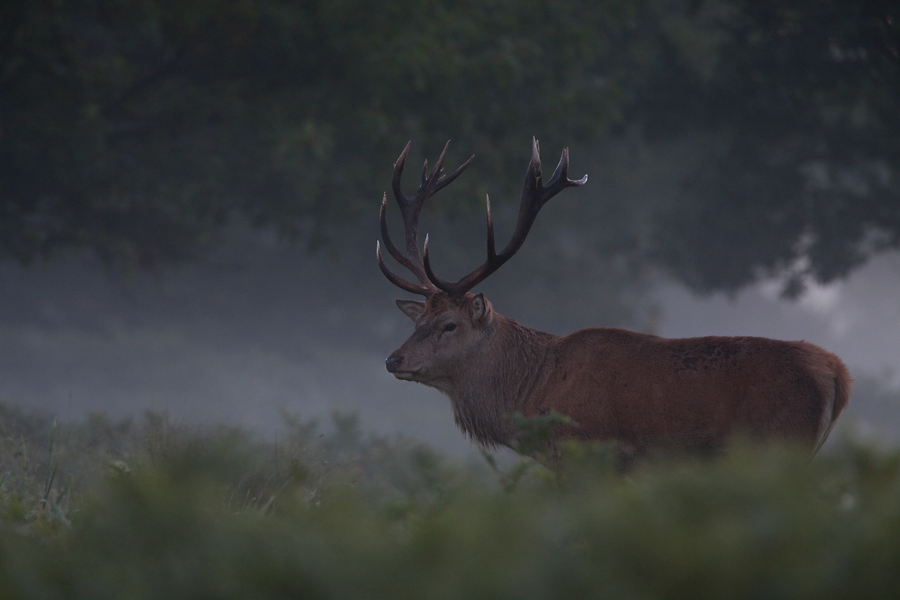
Cerf élaphe européen

## Description
Le cerf élaphe européen est l'un des plus grand mammifères sauvages d'Europe et représente la sous-espèce la plus emblématique du cerf élaphe. De stature imposante, le mâle adulte mesure entre 110 et 140 centimètres au garrot et peut atteindre une longueur totale de 180 à 220 centimètres. Son poids varie généralement de 150 à 250 kilogrammes, avec des individus exceptionnels dépassant parfois les 300 kilogrammes dans les zones riches d'Europe centrale. La femelle, appelée biche, est plus légère et fine, mesurant entre 100 et 120 centimètres au garrot pour un poids de 80 à 130 kilogrammes. Le cerf présente une queue courte, d'environ, d'environ 12 à 15 centimètres, encadrée par un miroir fessier clair bien visible.
Sa robe change au fil des saisons. En été, elle est d'un brun-roux vif, plus clair sur les flancs et le ventre, tandis qu'en hiver elle prend une teinte brun-grisâtre, avec un pelage plus épais et plus long. Le faon, quant à lui, naît au printemps avec une robe tachetée de blanc qui s'efface progressivement au cours des premiers mois.
L'un des traits les plus remarquables du cerf élaphe européen est sans conteste ses bois, portés uniquement par les mâles. Ceux-ci sont constitués de tissu osseux et tombent chaque année entre février et mars, pour repousser immédiatement sous un velours nourricier. Après un cycle de croissance de plusieurs mois, le cerf frotte ses bois contre la végétation en août-septembre pour en retirer le velours devenu sec. Les jeunes mâles débutent leur vie de porteur de bois sous la forme de daguets, c'est-à-dire avec une simple dague sans ramification, avant de développer progressivement leurs andouillers au fil des ans. À maturité, vers 9 à 11 ans, les bois peuvent porter 12 à 16 cors, parfois davantage dans les zones à forte qualité trophique. Ils atteignent alors un développement impressionnant, avec des couronnes terminales bien formées.
Le dimorphisme sexuel est particulièrement marqué chez cette sous-espèce : le mâle se distingue par sa taille, sa masse, une encolure puissante ornée d'une crinière rousse qui s'étoffe en automne-hiver, et bien sûr ses bois. La biche, plus fine et dépourvue de bois, présente un museau plus effilé et des lignes plus légères.
Au niveau comportemental, le cerf élaphe européen est surtout connu pour ses vocalisations spectaculaires durant le brame, période de reproduction qui a lieu en septembre-octobre. Le brame du cerf, profond et rauque, a pour but d'impressionner les rivaux et d'attirer les femelles. Les affrontements peuvent aller du simple échange sonore à de véritables combats de bois. En dehors de cette période, le cerf vit souvent seul ou en petits groupes, tandis que les biches et les faons forment des hardes plus stables.
Les jeunes naissent au printemps après une gestation d'environ 230 jours. Le faon pèse entre 6 et 10 kilogrammes à la naissance, il est allaité pendant 2 à 3 mois mais reste auprès de sa mère jusqu'à l'hiver suivant, voire plus longtemps pour les femelles.
Animal extrêmement adaptable, le cerf élaphe européen occupe une grande diversité de milieux, depuis les forêts de feuillus et mixtes jusqu'aux massifs montagneux et aux zones bocagères,. Il possède des sens très développés, notamment l'ouïe et l'odorat, qui lui permettent de détecter rapidement le danger. Bon nageur et sauteur agile, il franchit sans difficulté rivières et clôtures. Bien qu'il soit aujourd'hui peu menacé, le cerf élaphe reste sensible à la fragmentation des habitats et aux collisions routières, qui représentent des sources de mortalité croissantes.

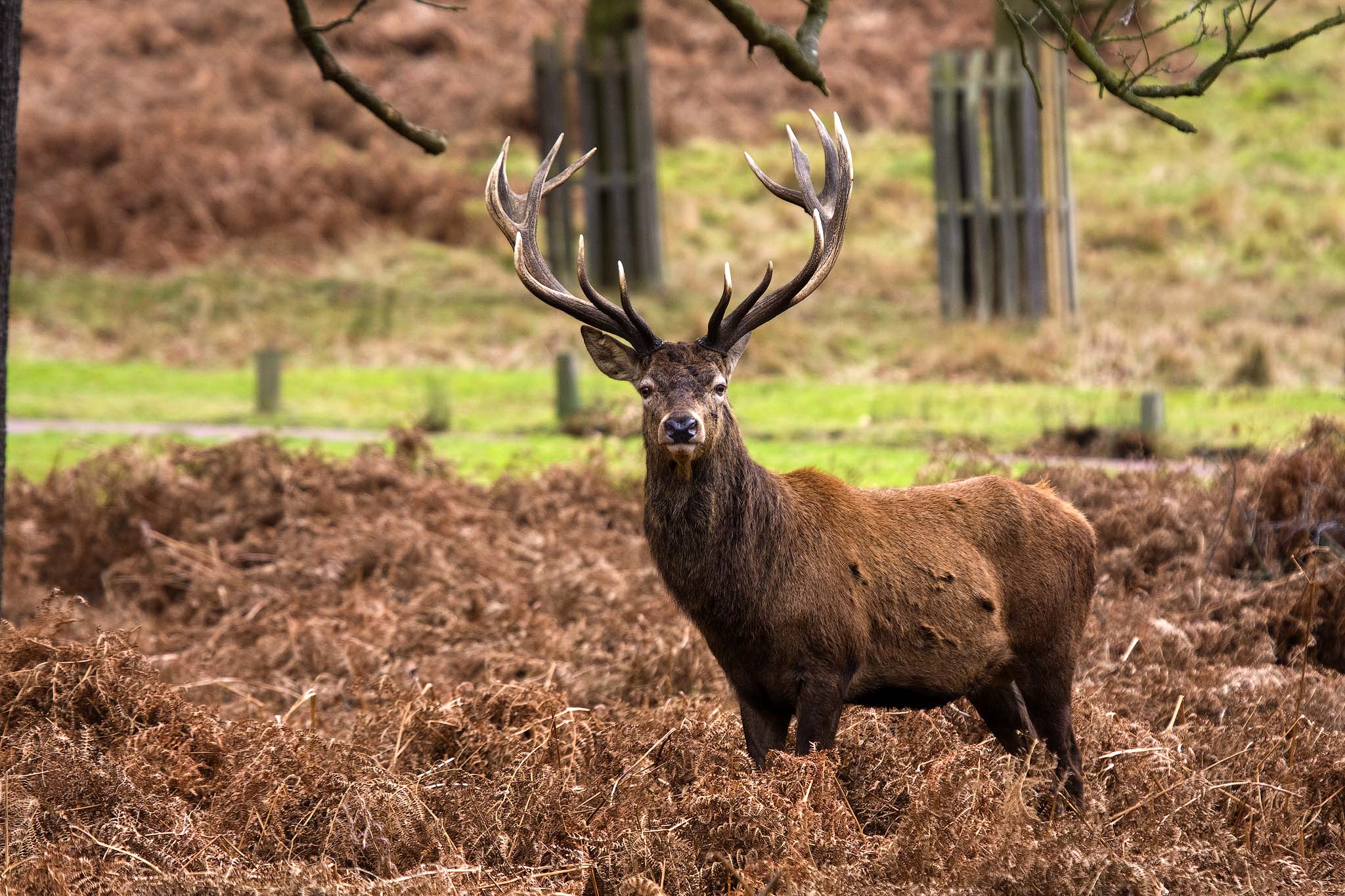
Cerf élaphe européen à Richmond Park, Londres.

## Répartition géographique
Le cerf élaphe européen possède l'une des plus vastes aires de répartition parmi les grands mammifères européens. Originaire des forêts tempérées d'Europe occidentale et centrale, il occupe aujourd'hui une large partie du continent, grâce à des populations naturelles mais aussi à de nombreuses opérations de réintroduction.
En Europe occidentale, il est largement répandu en France, où il fréquente les grandes forêts de plaine comme celles de Sologne et d'Orléans, ainsi que les massifs montagneux des Vosges, du Jura, des Alpes et des Pyrénées. La Belgique abrite d'importantes populations dans les Ardennes et les Hautes Fagnes, tandis qu'en Allemagne, il est présent sur tout le territoire, notamment en Bavière, en Forêt-Noire et dans les zones boisées de l'Ouest du pays. En Suisse, on le rencontre dans les Alpes, le Jura et les Grisons, et de petites populations existent au Luxembourg et aux Pays-Bas, ces dernières souvent cantonnées à des parcs naturels comme celui de Hoge Veluwe.
En Europe centrale, le cerf élaphe européen prospère dans les forêts montagnardes et vallonnées d'Autriche, de Slovénie, de Croatie, de Hongrie et de Slovaquie. Les Alpes autrichiennes, les Alpes juliennes en Slovénie et les Carpates occidentales en Slovaquie constituent des bastions importants pour l'espèce. Ces régions abritent non seulement des populations denses, mais aussi certains des plus beaux trophées d'Europe. En Hongrie, il est particulièrement présent dans les forêts du Nord et du massif de Bakony.
En Europe septentrionale, l'espèce a été réintroduite ou renforcée à plusieurs reprises. Au Danemark, on le trouve surtout dans la péninsule du Jutland, tandis qu'en Suède, des populations sont établies principalement dans le Sud du pays, en Scanie et Småland. En Norvège, le cerf est limité aux zones forestières du Sud-Est, souvent près de la frontière suédoise,.
Dans le Sud de l'Europe, la situation est plus nuancée. En Italie, on trouve des populations dans les Alpes italiennes et les Apennins, souvent issues de réintroductions menées au cours des dernières décennies. En revanche, au Portugal et en Espagne, la sous-espèce dominante est le cerf ibérique (Cervus elaphus hispanicus), à l'exception de quelques zones frontalières où l'on observe des individus d'origine mixte. Sur les îles de Sardaigne et de Corse, une sous-espèce spécifique, le cerf corse (Cervus elaphus corsicanus), occupe les habitats insulaires.
Historiquement, le cerf élaphe européen a connu une forte régression, notamment au XIXe siècle, sous l'effet de la déforestation, de la chasse intensive et du morcellement des habitats. Cependant, à partir du XXe siècle, de nombreuses mesures de protection, réintroductions et corridors écologiques ont permis à l'espèce de reconquérir progressivement de nombreuses régions où elle avait disparu. Aujourd'hui, ses populations sont généralement stables, voire en expansion dans de nombreux pays d'Europe occidentale et centrale.
À l'Est de son aire, notamment en Roumanie et en Bulgarie, Cervus elaphus elaphus entre en contact avec d'autres sous-espèces comme le cerf des Carpates (Cervus elaphus hippelaphus) et plus à l'Est encore, le cerf maral (Cervus elaphus maral). Dans certains pays, notamment en Hongrie et en Autriche, des hybridations occasionnelles avec le cerf sika (Cervus nippon), une espèce introduite, ont été signalées, ce qui soulève des questions de conservation génétique.

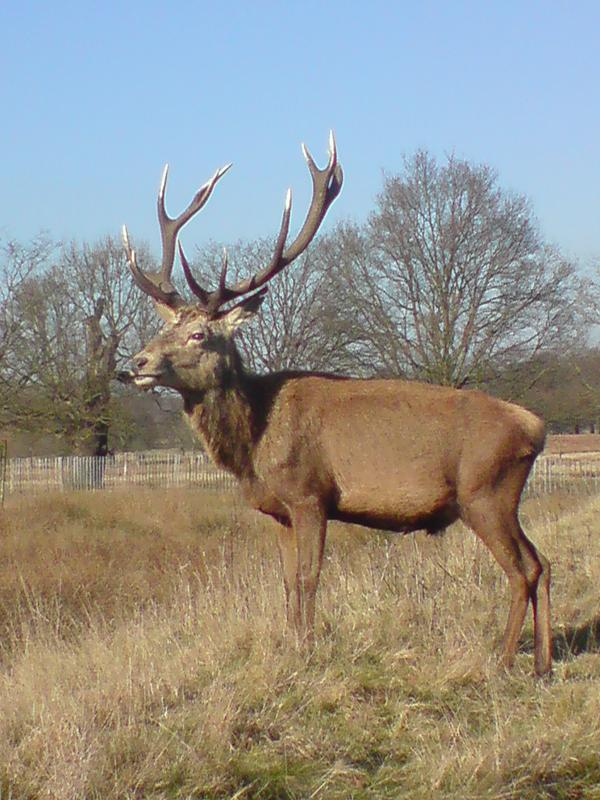
Cerf élaphe européen dans le parc de Richmond, en Angleterre

## Habitat
Le cerf élaphe européen est une espèce remarquable par son adaptabilité, qui occupe une grande diversité de milieux à travers l'Europe. Bien qu'il soit historiquement associé aux vastes forêts naturelles, il a su coloniser de nombreux paysages remodelés par l'homme, pourvu que certains éléments essentiels soient présents.
Dans les régions de plaine et de moyenne montagne, le cerf fréquente principalement les forêts de feuillus, comme les chênaies et les hêtraies, ou les forêts mixtes mêlant feuillus et résineux. Ces milieux lui offrent un abri efficace contre les prédateurs et les dérangements humains, ainsi qu'une alimentation riche et variée : jeunes pousses, feuilles, fruits forestiers ou encore écorces en hiver. A l'intérieur de ces forêts, les clairières, lisières et zones ouvertes jouent un rôle fondamental, car elles constituent ses principaux lieux d'alimentation, notamment à l'aube et au crépuscule.
En milieu montagnard, comme les Alpes, les Vosges, le Jura ou les Carpates, le cerf élaphe fréquente des altitudes parfois supérieures à 2000 mètres, en particulier pendant l'été. Il occupe les forêts subalpines et les pâturages d'altitude, profitant de la richesse végétale des estives, avant de redescendre dans les vallées à l'approche de l'hiver, lorsque l'enneigement rend la nourriture plus rare. Ces déplacements saisonniers témoignent d'un comportement migratoire local, qui varie selon les conditions climatiques et la disponibilité des ressources.
Dans les zones bocagères ou agricoles, le cerf s'est également adapté à des milieux plus ouverts, mêlant petits massifs forestiers, haies, prairies et cultures. Il y trouve des ressources abondantes, à condition de pouvoir se réfugier dans des zones calmes durant la journée. Les parcs et réserves, qu'ils soient naturels ou aménagés à des fins cynégétiques, constituent quant à eux des habitats plus artificiels, mais jouent un rôle important pour la conservation et la gestion des populations.
Enfin, le cerf élaphe montre une capacité étonnante à coexister avec les activités humaines, adaptant souvent son comportement en devenant plus nocturne dans les zones à forte pression. Néanmoins, la fragmentation excessive des habitats, causée par l'urbanisation et les infrastructures linéaires comme les routes, représente une menace importante, limitant ses déplacements, augmentant les risques de collisions et compromettant parfois la viabilité génétique des populations locales.

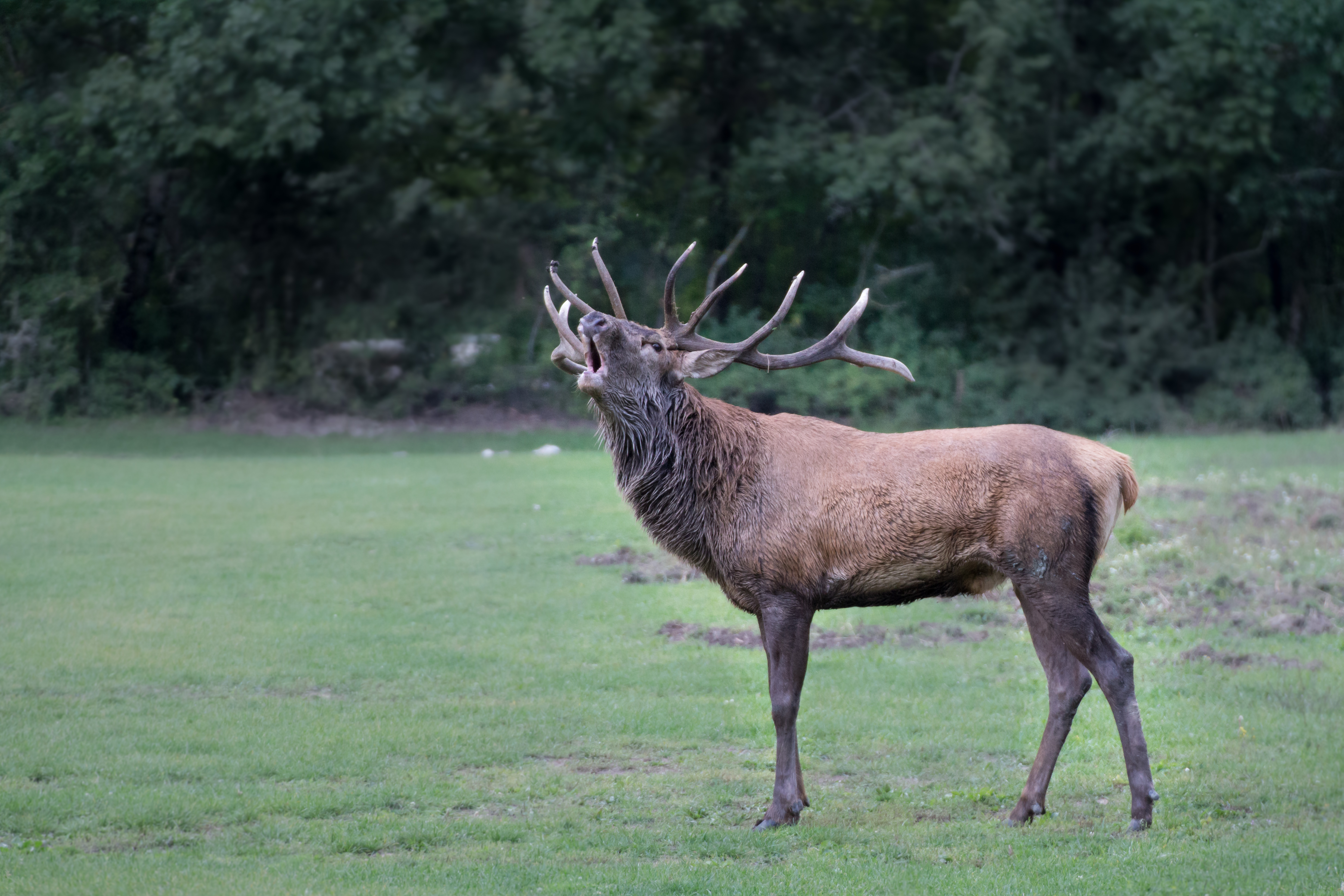
Cerf élaphe européen pendant le rut (saison de reproduction). De mi-septembre à octobre, les mâles se battent pour défendre leur territoire et conquérir le troupeau de femelles.

## Alimentation
Le cerf élaphe européen est un herbivore strict, doté d'un régime alimentaire très diversifié et opportuniste qui varie selon les saisons, les ressources disponibles et les types d'habitats qu'il fréquente. Son alimentation joue un rôle important dans l'équilibre des écosystèmes forestiers, car elle influe directement sur la dynamique de la végétation et la régénération des forêts.
Au printemps et en été, période de croissance et de reconstitution des réserves corporelles, le cerf consomme principalement des plantes herbacées, notamment des graminées, des trèfles, des orties, des pissenlits et des ronces. Il recherche également les jeunes pousses tendres, les feuilles de feuillus tels que le chêne, le hêtre, le charme, le frêne ou l'érable, ainsi que les fleurs et les bourgeons. Dans les zones agricoles proches des forêts, il n'est pas rare qu'il se nourrisse de cultures comme le maïs, les céréales ou la luzerne, ce qui peut entraîner des conflits d'intérêt avec les agriculteurs.
À l'automne, lorsque les forêts regorgent de ressources, le cerf élaphe oriente son régime vers les fruits forestiers riches en énergie, comme les glands, les faînes et les châtaignes. Il consomme également des baies, comme celles des aubépines, des sureaux et des sorbiers, ainsi que des champignons qu'il trouve au sol. Cette abondance lui permet d'accumuler les réserves de graisse nécessaires pour affronter l'hiver et la période du rut, durant laquelle il mange souvent moins.
L'hiver constitue la période la plus critique pour l'alimentation du cerf élaphe, en raison de la rareté des ressources et des conditions climatiques difficiles. À ce moment-là, il adapte son régime en se rabattant sur des aliments de moindre qualité nutritionnelle : rameaux, écorces, bourgeons d'arbres et d'arbustes comme le saule, le noisetier, cornouiller, le hêtre, le chêne, mais aussi les jeunes conifères. Occasionnellement, il peut consommer des aiguilles de résineux ou des semences sèches,,,. Durant cette période, le cerf limite ses déplacements afin d'économiser son énergie, ce qui peut accroître localement la pression exercée sur la végétation, notamment dans les zones de forte densité.
Le comportement alimentaire du cerf élaphe est caractérisé par une grande sélectivité. Il choisit en priorité les végétaux les plus riches et les plus digestes, ce qui optimise ses apports énergétiques. En tant que ruminant, il passe également de longues heures à ruminer la nourriture ingérée, un processus essentiel qui lui permet d'assimiler les fibres végétales de manière efficace. Ses périodes d'alimentation sont concentrées principalement à l'aube, au crépuscule et parfois la nuit, périodes où il se sent le plus en sécurité.
Enfin, par son régime et son impact sur le milieu, le cerf joue un rôle écologique majeur. Il contribue à façonner les paysages en limitant le développement de certaines espèces végétales, en entretenant les lisières forestières et en freinant, parfois de façon problématique, la régénération des jeunes arbres. Cet impact est pris en compte dans les plans de gestion forestière, qui visent à maintenir un équilibre entre les populations de cerfs et la capacité de production des forêts.

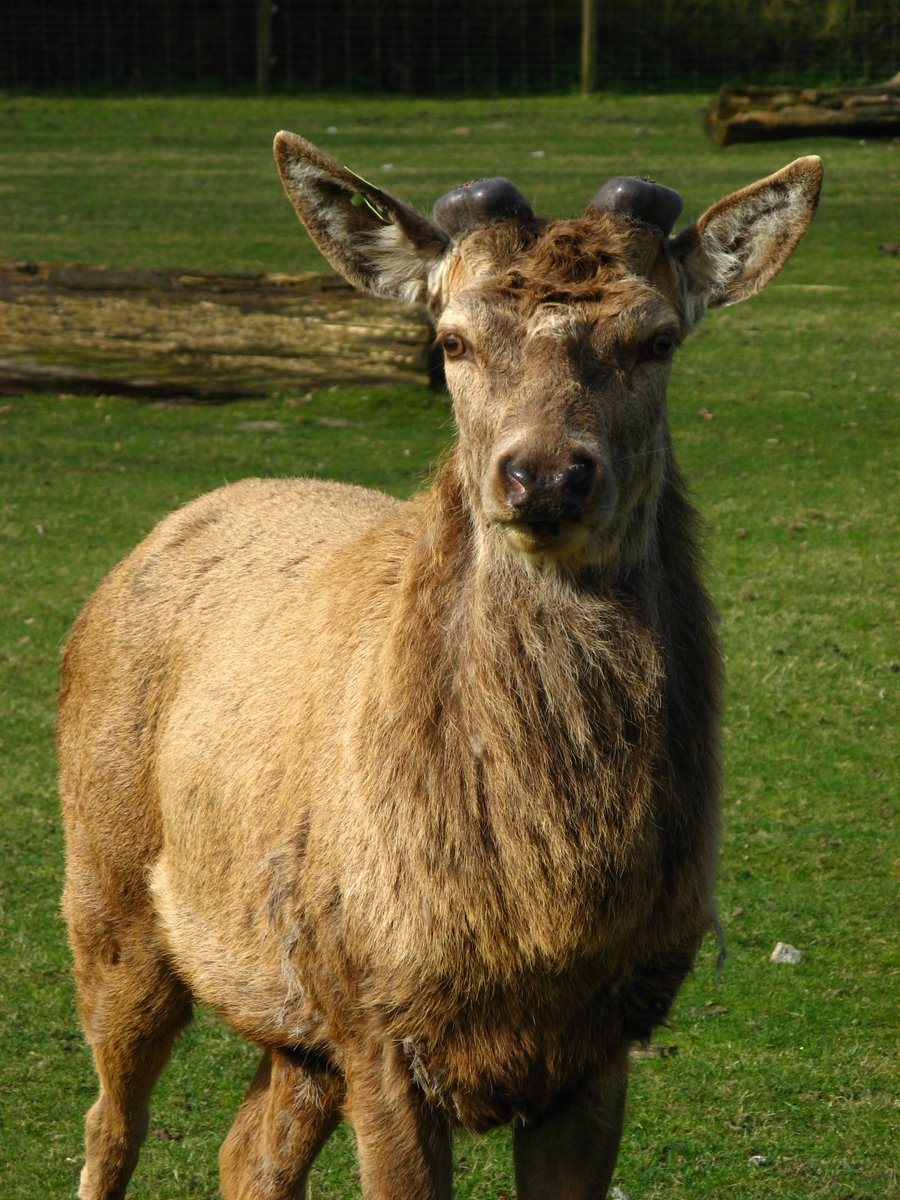
Bois du cerf élaphe européen au début de la saison, Deinze, Belgique

## Comportement et reproduction
Le cerf élaphe européen est un animal au comportement complexe, marqué par une vie sociale structurée et des variations saisonnières importantes. En dehors de la période de reproduction, les mâles adultes vivent le plus souvent isolés ou en petits groupes, tandis que les femelles, appelées biches, se regroupent en hardes accompagnées des jeunes de l'année. Ces hardes peuvent compter de quelques individus à plusieurs dizaines selon la disponibilité des ressources et les caractéristiques de l'habitat.
La période de reproduction, appelée rut, se déroule principalement de la fin septembre à la mi-octobre. C'est à ce moment que le comportement du cerf élaphe devient spectaculaire et très audible grâce au brame, cri puissant et rauque émis par les mâles. Le brame sert à attirer les femelles, mais aussi à intimider les rivaux et à marquer son territoire sonorement. Pendant cette période, les mâles cessent presque totalement de s'alimenter, consacrant toute leur énergie à la reproduction. Ils défendent ardemment un harem de biches, se livrant à des affrontements parfois violents avec d'autres mâles. Ces combats, où les bois entrechoqués résonnent dans les forêts, sont en général plus impressionnants que meurtriers et permettent d'établir la hiérarchie entre les concurrents.
Après l'accouplement, la biche porte son petit pendant une gestation de 230 à 240 jours. Elle met bas généralement en mai ou juin, donnant naissance à un seul faon, bien que des naissances gémellaires surviennent occasionnellement. Le faon, dissimulé dans la végétation, est protégé des prédateurs par sa robe tachetée et l'absence d'odeur corporelle. Durant ses premières semaines de vie, il reste caché, et la mère ne revient le nourrir que brièvement avant de rejoindre la harde. Vers l'âge de deux à trois semaines, le faon commence à suivre sa mère et s'intègre progressivement au groupe familial. Le sevrage intervient au bout de quatre à cinq mois, mais le jeune reste souvent avec la harde maternelle jusqu'à l'âge de deux ans.
Le cycle annuel du cerf est rythmé par la croissance et la chute des bois. Au printemps et en été, les mâles développent de nouveaux bois, recouverts d'un velours nourricier riche en vaisseaux sanguins. À l'approche de l'automne, ce velours sèche et tombe, dévoilant des bois durs qui seront utilisés pendant le rut. En hiver, après la saison des amours, les mâles perdent leurs bois, un processus qui précède la repousse printanière.
La maturité sexuelle est atteinte dès l'âge de deux ans chez les mâles, bien qu'ils ne deviennent réellement compétitifs qu'à partir de cinq ou six ans. Les femelles, quant à elles, peuvent se reproduire dès leur deuxième année. L'espérance de vie du cerf élaphe à l'état sauvage est de douze à quinze ans, mais certains individus peuvent atteindre vingt ans en captivité. Chez les mâles dominants, la longévité est souvent réduite, en raison de l'énergie intense dépensée pendant les périodes de reproduction et des blessures accumulées au fil des affrontements.

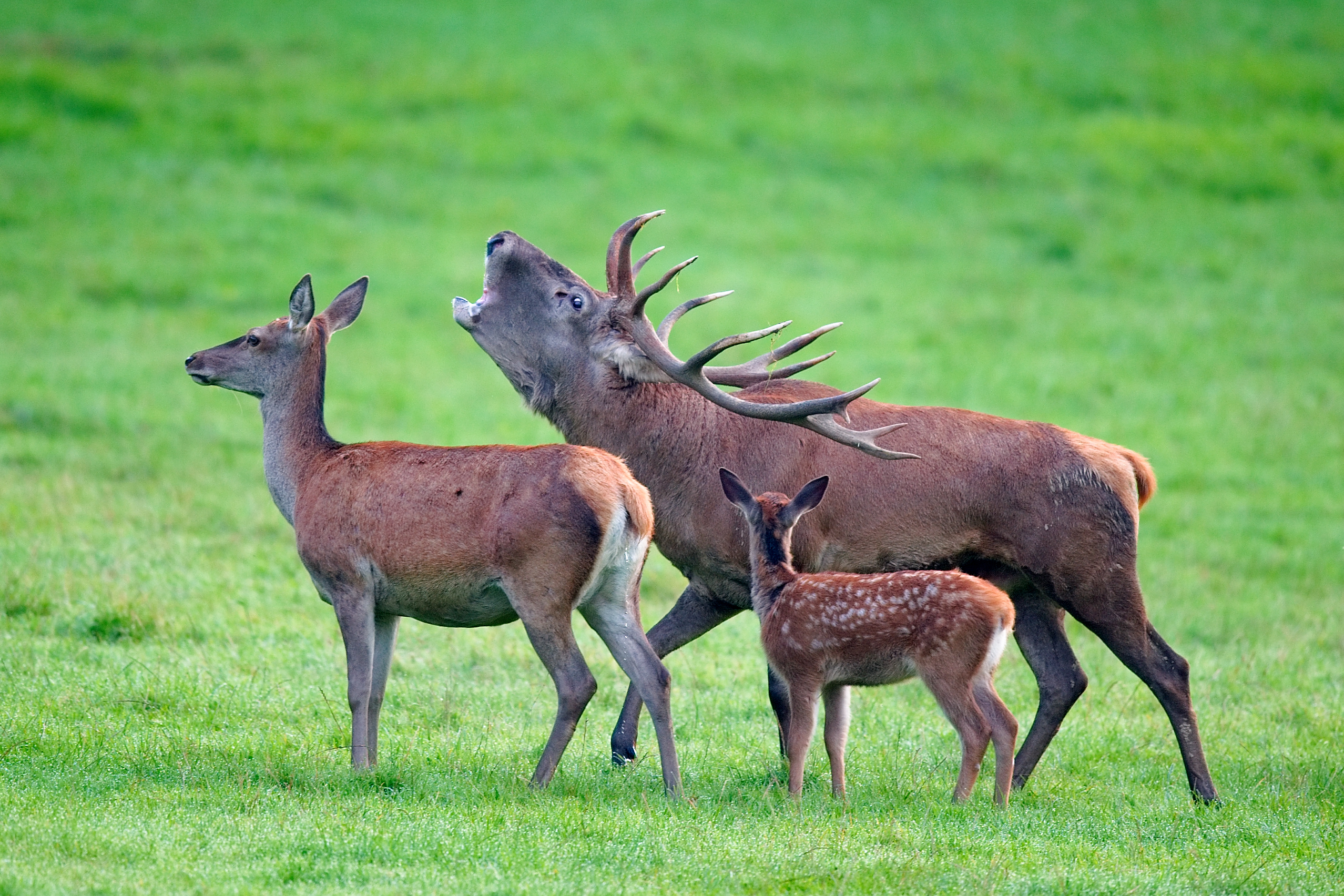
Cerf élaphe européen, dans la forêt de Freyr, près de Han-sur-Lesse, Belgique.

## Cycle des bois
Le cycle des bois chez le cerf élaphe européen est un phénomène spectaculaire qui rythme la vie des mâles tout au long de l'année. Les bois, véritables emblèmes de puissance et de maturité sexuelle, jouent un rôle clé dans la hiérarchie sociale et les comportements reproducteurs, notamment durant la période du brame.
La chute des bois, appelée "décochage", survient généralement entre février et avril. Ce processus est déclenché par la baisse progressive du taux de testostérone après la saison de reproduction. Une zone de résorption osseuse se forme à la base des pivots (appelés "roses"), fragilisant l'attache des bois qui finissent par tomber. Les plus vieux mâles perdent généralement leurs bois en premier, suivis des plus jeunes.
Aussitôt après la chute, une nouvelle paire de bois commence à se former. Durant cette phase de repousse, les bois sont recouverts d'un tissu épais et velouté appelé le "velours", richement vascularisé et extrêmement sensible. La croissance est particulièrement rapide et exigeante sur le plan énergétique, pouvant atteindre deux à trois centimètres par jour chez les individus les plus vigoureux. Cette période s'étend typiquement du printemps à la fin de l'été, c'est-à-dire de mars-avril jusqu'à août.
À la fin de l'été, lorsque les bois ont atteint leur pleine taille, la production de testostérone augmente de nouveau en prévision du rut. Le velours cesse alors d'être irrigué, se dessèche et meurt. Le cerf s'en débarrasse par un comportement caractéristique appelé "frayure", qui consiste à frotter vigoureusement ses bois contre les troncs et les buissons, ce qui leur donne leur aspect définitif, dur, lisse et poli. Les bois ainsi "nettoyés" sont ensuite utilisés pour impressionner les rivaux, défendre un harem et marquer son territoire.
La taille, la forme et la complexité des bois dépendent de plusieurs facteurs : l'âge de l'animal, son patrimoine génétique et les conditions environnementales,. Les mâles atteignent leur développement maximal entre huit et dix ans, avant que la taille des bois ne commence à régresser avec l'âge. Une alimentation riche et équilibrée est indispensable à une bonne croissance osseuse, tandis que la maladie ou le stress peuvent ralentir ou altérer la qualité des bois. Chez les très jeunes mâles, appelés daguets, les bois sont simples et non ramifiés, et chez les biches, il peut exceptionnellement apparaître de petites excroissances osseuses dues à des désordres hormonaux, sans pour autant qu'on puisse parler de véritable bois.
Le cycle des bois du cerf élaphe illustre l'un des processus de croissance osseuse les plus rapides du règne animal, et il est étroitement associé à la physiologie reproductive et au statut social des mâles dans la population.

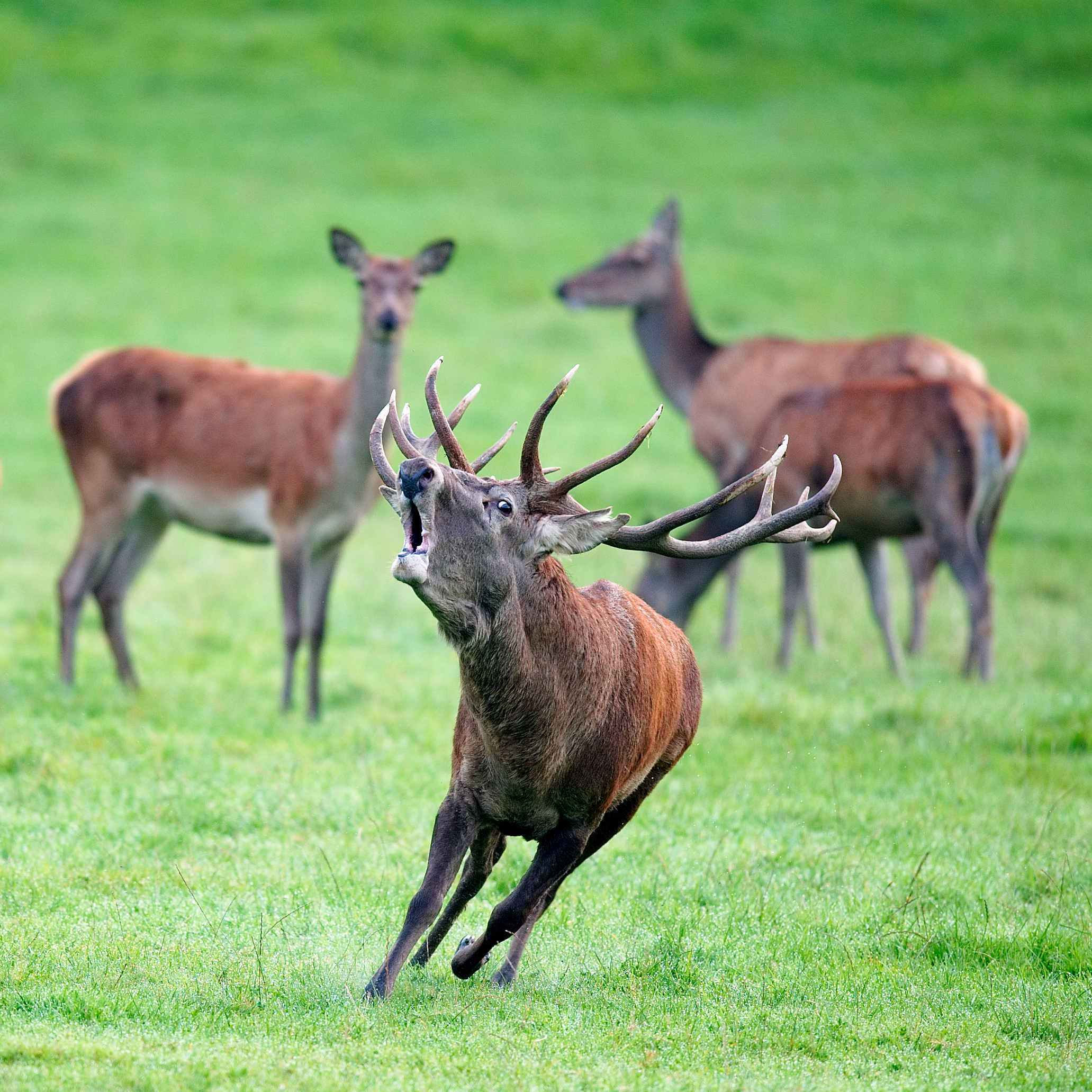
Cerf élaphe européen bramant dans la forêt de Freyr, en Belgique, avec deux biches en arrière-plan.

## Prédation et menaces
Le cerf élaphe européen, en tant que grand herbivore emblématique des forêts européennes, occupe une place importante dans la chaîne alimentaire et les écosystèmes forestiers. S'il dispose aujourd'hui de peu de prédateurs naturels en Europe occidentale, il reste soumis à diverses pressions naturelles et anthropiques.
Dans les zones où il est encore présent, le loup gris (Canis lupus) est le principal prédateur naturel du cerf élaphe européen. Chassant en meute, le loup cible généralement les individus les plus vulnérables, comme les faons, les biches gestantes ou les animaux affaiblis par l'âge ou la maladie,. Le lynx boréal (Lynx lynx), bien que moins redoutables, peut également s'attaquer aux jeunes cerfs, notamment aux faons, et joue un rôle de prédateur opportuniste dans les massifs forestiers d'Europe centrale et des Balkans. L'ours brun (Ursus arctos) intervient quant à lui plus marginalement, se nourrissant parfois de jeunes faons au printemps ou de carcasses abandonnées par d'autres carnivores. À un degré encore plus rare, l'aigle royal (Aquila chrysaetos) peut capturer de jeunes faons en milieu montagnard.
Cependant, la principale pression sur les populations de cerf élaphe européen reste aujourd'hui d'origine humaine. La chasse, pratiquée depuis des siècles, constitue à la fois une activité traditionnelle et un outil de gestion des populations. Dans de nombreux pays européens, elle est encadrée par des plans de chasse visant à éviter la surpopulation, qui pourrait entraîner des dommages importants aux milieux forestiers et agricoles. La chasse au trophée, notamment des grands mâles, est particulièrement prisée, mais elle est réglementée pour maintenir un équilibre entre les classes d'âge. Le braconnage, s'il est désormais marginal en Europe de l'Ouest, persiste encore localement à l'Est, notamment dans les Carpates et les Balkans, où la viande et les trophées peuvent alimenter des circuits illégaux.
Le cerf élaphe doit également faire face à des menaces indirectes, en particulier la fragmentation croissante de son habitat. Le développement des infrastructures (routes, voies ferrées, zones urbanisées) réduit les capacités de déplacement des populations, limite leur accès aux ressources et fragmente les habitats forestiers. Cette fragmentation est l'une des causes majeures des collisions routières, qui représentent une part importante de la mortalité non naturelle du cerf dans des pays comme la France, l'Allemagne ou les Pays-Bas,. Pour y remédier, de nombreuses initiatives voient le jour, comme l'installation de clôtures, la création de passages à faune et la mise en place de panneaux de signalisation spécifiques.
Enfin, les changements climatiques commencent à modifier les équilibres écologiques. Des hivers plus doux peuvent favoriser l'expansion des populations, mais ils influencent également les cycles de reproductions, la disponibilité des ressources alimentaires et la propagation des parasites. Par ailleurs, l'introduction d'espèces exotiques comme le cerf sika (Cervus nippon) dans certaines régions entraîne des phénomènes d'hybridation et de compétition qui menacent la pureté génétique des populations de cerf élaphe européen.
Malgré ces défis, les populations de cerf élaphe européen sont aujourd'hui globalement stables, voire en expansion, notamment grâce aux efforts de gestion cynégétique et aux programmes de réintroduction menés dans plusieurs pays européens. Toutefois, la cohabitations avec les activités humaines demande une vigilance constante afin d'assurer la conservation de cette espèce emblématique et de préserver l'équilibre des écosystèmes forestiers.

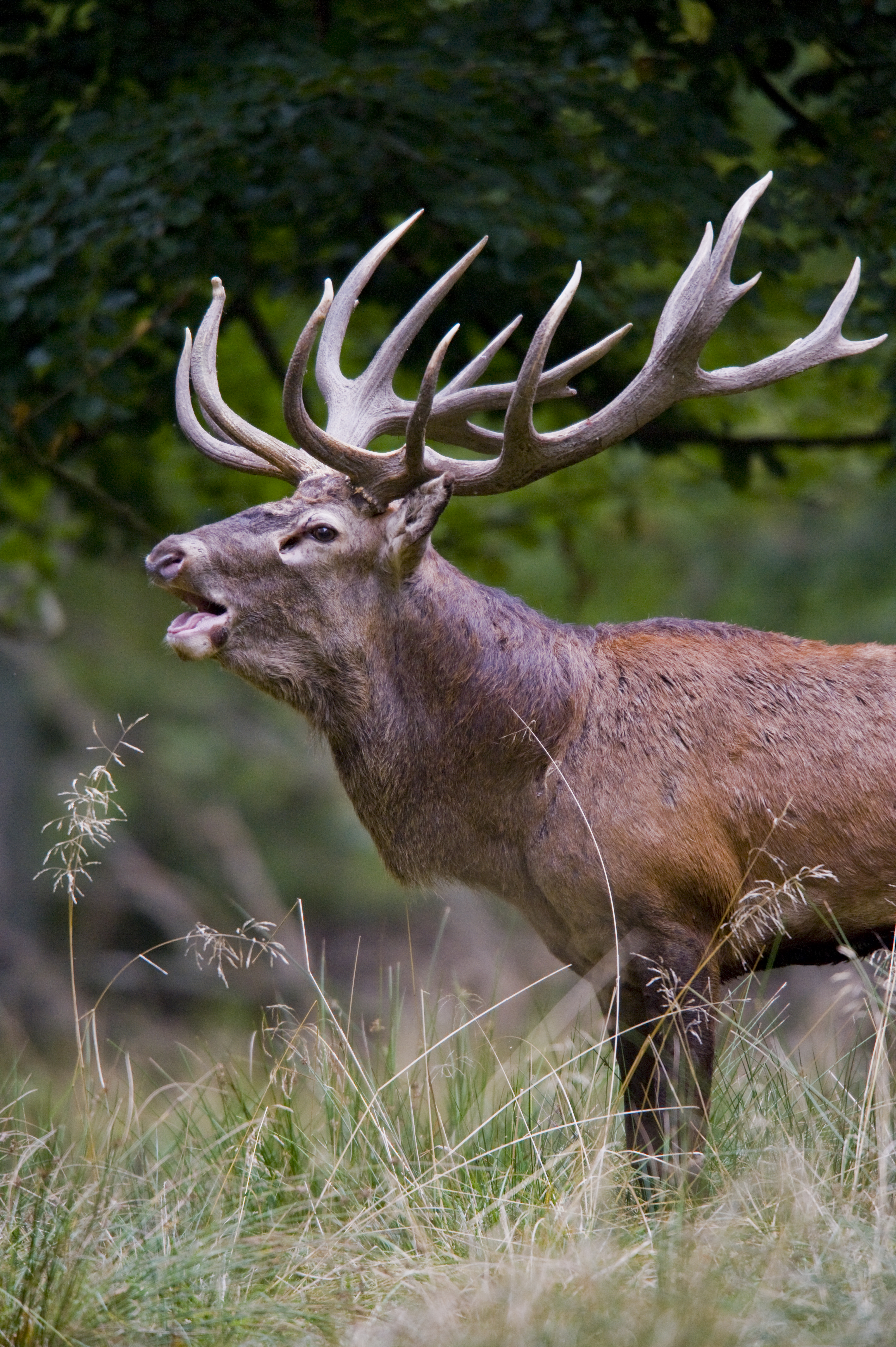
Cerf élaphe européen. Photo prise pendant le rut le 26 septembre 2009 à Jægersborg Dyrehave au Danemark.

## Statut de conservation
Le cerf élaphe européen, n'est actuellement pas considéré comme une espèce menacée. À l'échelle globale, l'espèce Cervus elaphus est classée en catégorie "Préoccupation mineure" par l'Union Internationale pour la Conservation de la Nature (UICN). La sous-espèce européenne, bien que non évaluée séparément, est largement répandue à travers l'Europe occidentale et centrale, où ses populations sont généralement stables ou en nette croissance.
Depuis la seconde moitié du XXe siècle, le cerf élaphe européen a connu une remarquable recolonisation de nombreux territoires d'où il avait disparu au cours des siècles précédents, en raison de la chasse intensive, de la déforestation et de la fragmentation de ses habitats. Grâce à des politiques de gestion cynégétique strictes, des programmes de réintroduction, ainsi qu'à une dynamique forestière favorable, l'espèce est aujourd'hui présente dans la quasi-totalité des grands massifs forestiers d'Europe occidentale, notamment en France, en Allemagne, en Autriche, en Belgique et en Suisse. Dans certaines régions, ses effectifs atteignent des densités élevées, au point de susciter des tensions avec les intérêts sylvicoles.
Malgré cette dynamique globalement positive, le cerf élaphe européen fait face à plusieurs menaces localisées. La fragmentation de son habitat due à l'urbanisation, aux infrastructures de transport et à l'intensification agricole réduit ses zones de quiétude et accroît le risque de collisions routières, particulièrement pendant la période du rut,. Dans les régions où l'espèce est très abondante, les dégâts sur les jeunes peuplements forestiers et la régénération naturelle posent également des problèmes d'équilibre sylvo-cynégétique, conduisant parfois à une pression de chasse accrue.
Pour répondre à ces enjeux, la plupart des pays d'Europe occidentale ont mis en place des outils de régulation et de suivi. En France, en Allemagne, en Suisse ou en Autriche, les populations de cerfs font l'objet de plans de chasse encadrés par les autorités locales, appuyés par des comptages annuels et des études scientifiques. La création de zones de tranquillité et de réserves de chasse contribue aussi à assurer la stabilité de certaines populations, notamment dans les parcs nationaux ou les massifs forestiers protégés.
En parallèle, le retour naturel ou encadré de grands prédateurs tels que le loup (Canis lupus) ou le lynx boréal (Lynx lynx) dans certaines régions d'Europe centrale contribue localement à une régulation plus naturelle des populations de cervidés. Toutefois, cette dynamique reste inégale selon les territoires.
Globalement, les perspectives de conservation du cerf élaphe européen sont favorables à moyen terme. Toutefois, elles dépendent étroitement de la qualité de la gestion humaine : équilibre entre conservation de la biodiversité, régulation des populations, préservation des milieux forestiers et acceptabilité sociale. Dans un contexte de changement climatique et d'évolution rapide des paysages ruraux, la vigilance demeure nécessaire afin de garantir le maintien d'un équilibre durable entre l'espèce et ses écosystèmes.

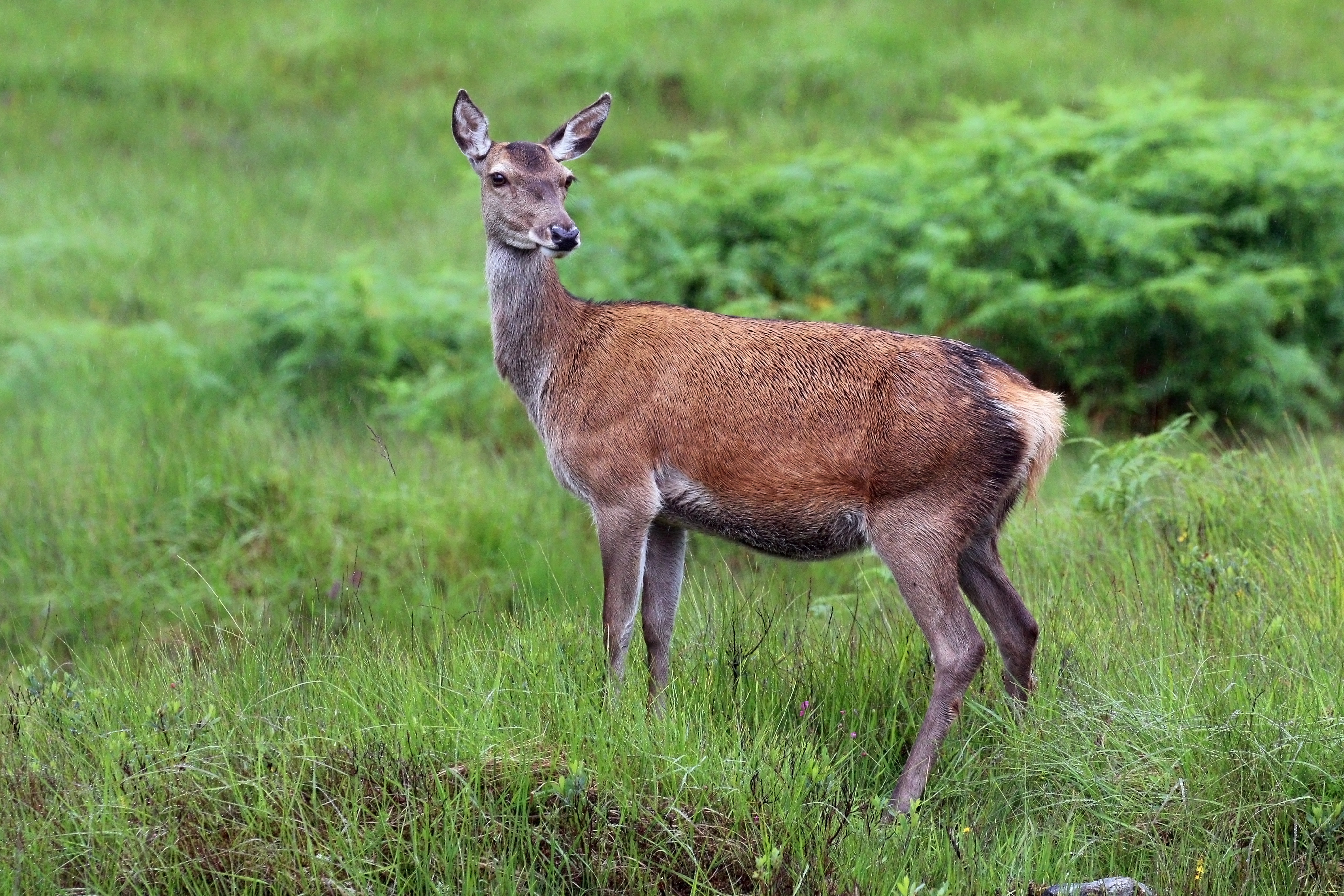
Biche de cerf élaphe européen, Glen Garry, Highland

## Importance culturelle et cynégétique
Le cerf élaphe européen occupe depuis des millénaires une place centrale dans les cultures d'Europe, tant sur le plan symbolique que cynégétique. Sa silhouette noble, sa majesté naturelle et ses bois impressionnants en font une figure emblématique du monde sauvage, mais aussi un animal profondément ancré dans les traditions, les légendes et la vie rurale de nombreux peuples.
Dans les sociétés celtiques et germaniques, le cerf était considéré comme un animal sacré, un messager entre les mondes des vivants et des esprits. Symbole de régénération et de cycle naturel, il incarnait la force vitale et la sagesse. Cette symbolique s'est perpétuée au fil des siècles, notamment dans l'iconographie chrétienne. L'histoire de saint Hubert, saint patron des chasseurs, en est un exemple célèbre : selon la légende, alors qu'il poursuivait un cerf un Vendredi saint, l'animal s'immobilisa et lui apparut avec une croix lumineuse entre les bois, provoquant la conversion du futur saint à la foi chrétienne. À partir de cette époque, le cerf devint aussi une représentation de l'appel divin, de la rédemption et de la quête spirituelle.
Dans l'Europe médiévale et moderne, la chasse au cerf devint un privilège réservé à la noblesse et aux souverains. L'animal était pour eux un trophée prestigieux, chassé dans les forêts royales selon un rituel codifié. Cette tradition s'est perpétuée jusqu'à nos jours, et la silhouette du cerf, souvent stylisée, figure toujours sur de nombreuses armoiries, blasons, et symboles municipaux. Il est également très présent dans la littérature romantique, la peinture de chasse, et plus récemment dans le cinéma et les documentaires naturalistes.
Sur le plan cynégétique, Cervus elaphus elaphus est l'un des gibiers les plus prisés d'Europe. Il est chassé selon diverses méthodes : à l'approche ou à l'affût pour les chasseurs solitaires, ou en battue dans le cadre plus collectif. Le moment le plus attendu reste cependant la période du brame, entre septembre et octobre, lorsque les grands mâles se défient en poussant des râles profonds et spectaculaires pour attirer les femelles. Cette période offre aux chasseurs des instants intenses d'observation, mais nécessite aussi une gestion rigoureuse pour ne pas perturber les cycles naturels.
Le trophée du cerf (ses bois) constitue un enjeu de prestige important. Les chasseurs cherchent à récolter des individus matures, aux bois bien développés, pouvant atteindre 12 à 16 cors. Ces trophées sont évalués selon des critères précis par des organismes internationaux comme le CIC (Conseil International de la Chasse). Certains territoires, notamment en Hongrie, Autriche, Espagne ou en Sologne en France, sont réputés pour la qualité exceptionnelle de leurs cerfs,.
Enfin, la chasse au cerf représente un levier économique majeur pour de nombreuses régions rurales. Elle génère des revenus à travers le tourisme cynégétique, les droits de chasse, les hébergements spécialisés et la valorisation des trophées. Elle joue également un rôle de régulation indispensable dans les écosystèmes, les populations de cerfs pouvant engendrer des déséquilibres forestiers ou agricoles en l'absence de prédateurs naturels.
Ainsi, au croisement des cultures, des paysages et des traditions européennes, le cerf élaphe européen demeure à la fois une figure mythique et un acteur clé des équilibres naturels et sociaux.

## Galerie

Le cerf élaphe européen
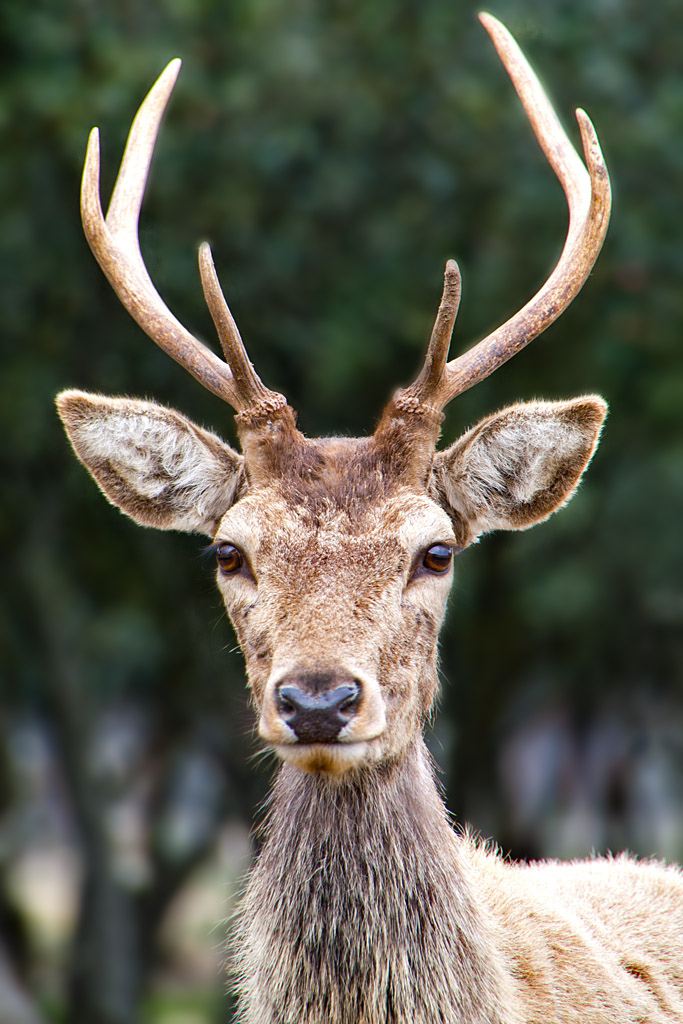
Cerf élaphe européen
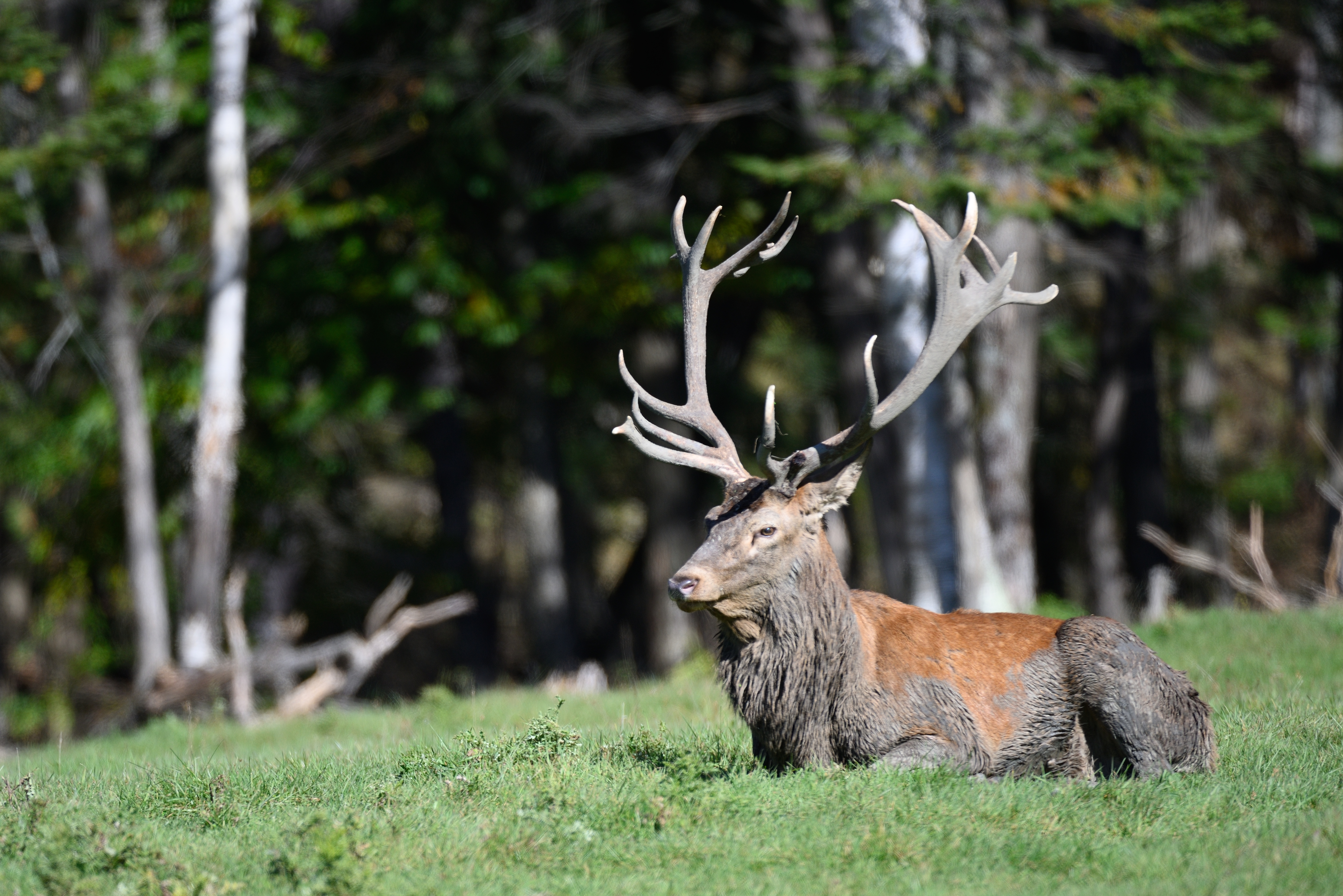
Cerf élaphe européen
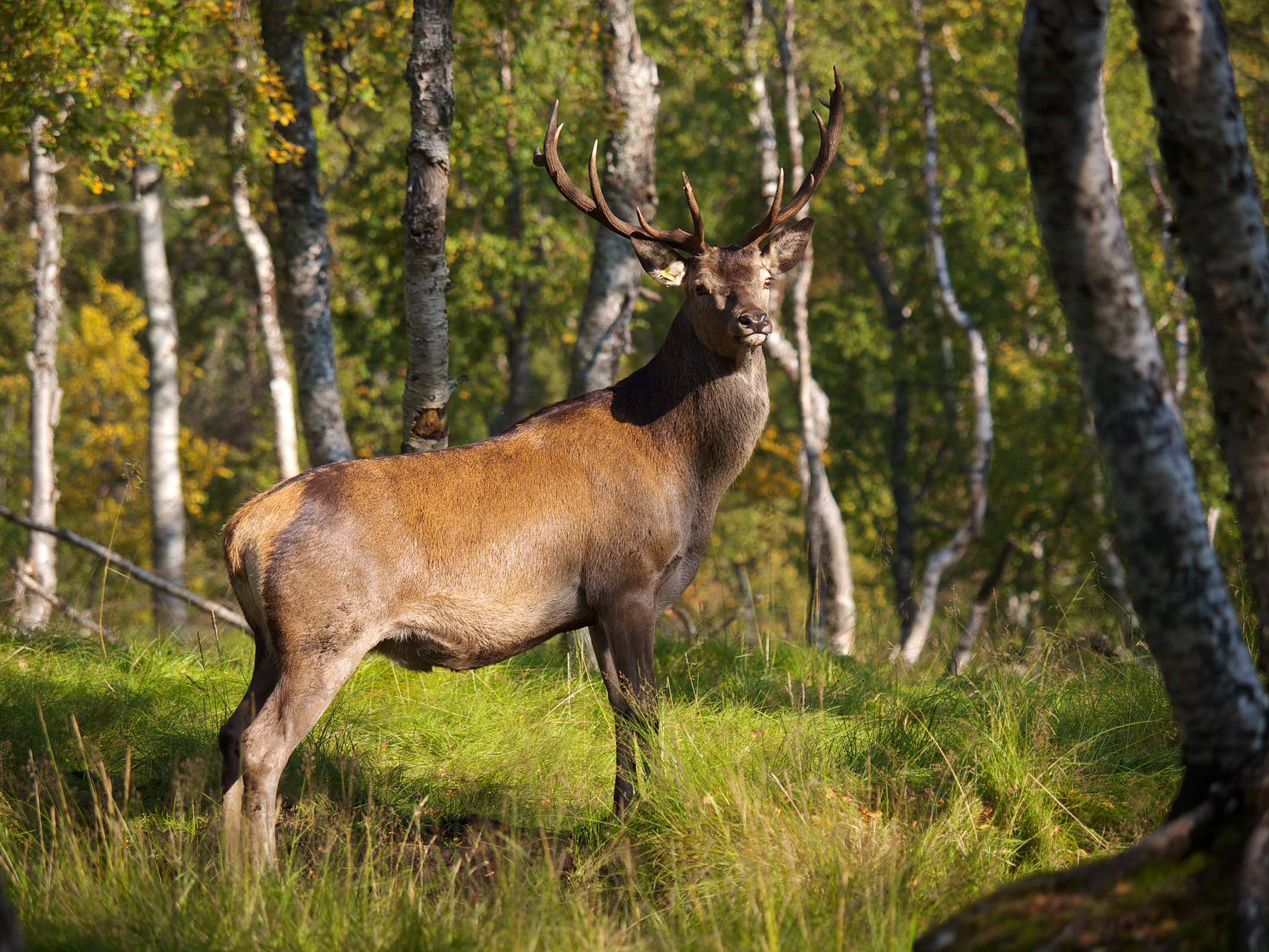
Cerf élaphe européen, Bardu, Norvège
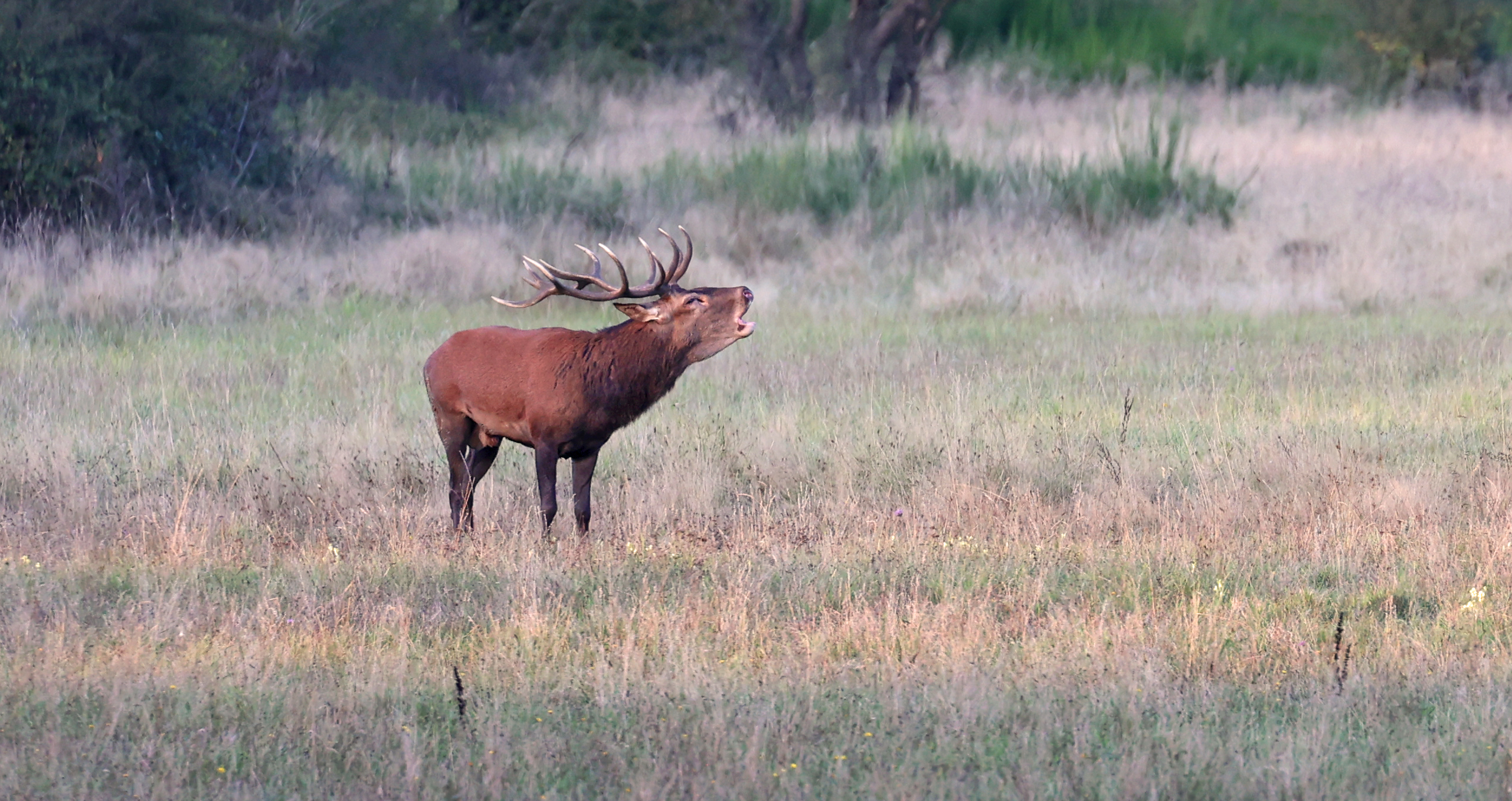
Cerf élaphe européen, France